# Västertorp
Västertorp är en stadsdel i Söderort inom Stockholms kommun som ingår i Hägersten-Älvsjö stadsdelsområde.  Västertorp gränsar till Fruängen, Hägerstensåsen, och Mälarhöjden. 

## Historia
Västertorp var ursprungligen ett arrendetorp under Västberga gård som låg längst i väst på Västbergas ägor. Som Westertorp omnämns det första gången 1782. Den norra delen av dagens Västertorp ingick senare i Hägerstens gårds ägor medan den södra var en del av Västbergas mark. Torpet Västertorp bestod 1917 av ett boningshus med två lador och låg ungefär mellan dagens Bjällervägen och Västertorpsvägen. Till gården hörde även ett litet torp kallat "Lugnet". Den siste arrendatorn hette K.A. Landholm, han drev ett litet jordbruk med 8–9 kor, två arbetshästar och några höns. Landholm flyttade från stället 1937 när området köpts av Stockholms stad. Både hemmanet och torpet revs i slutet av 1940-talet i samband med att ny bebyggelse uppfördes på platsen. Hägerstens gårds mark exploaterades av dess ägare Olsson & Rosenlund. Den södra delen förvärvades 1937 av Stockholms stad från Västberga gård.

## Bebyggelse

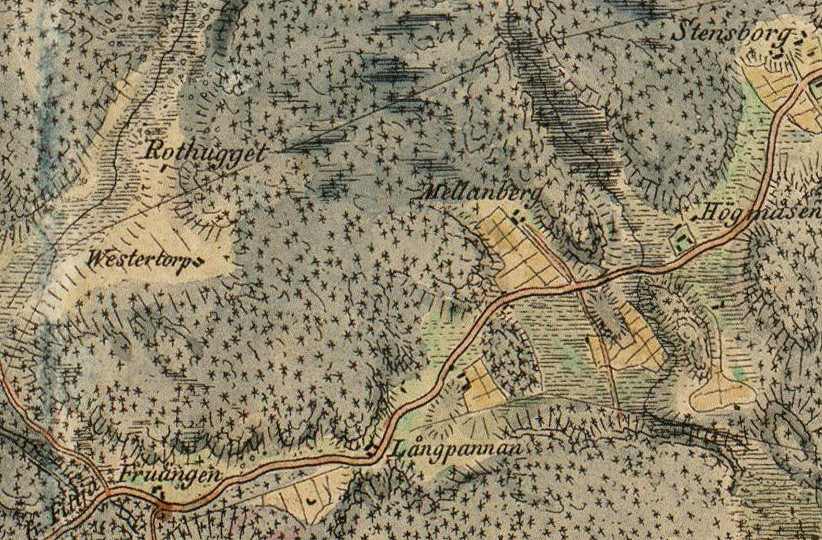
"Westertorp" på en karta från 1817. Diagonalt genom kartbilden löper gamla Södertäljevägen.

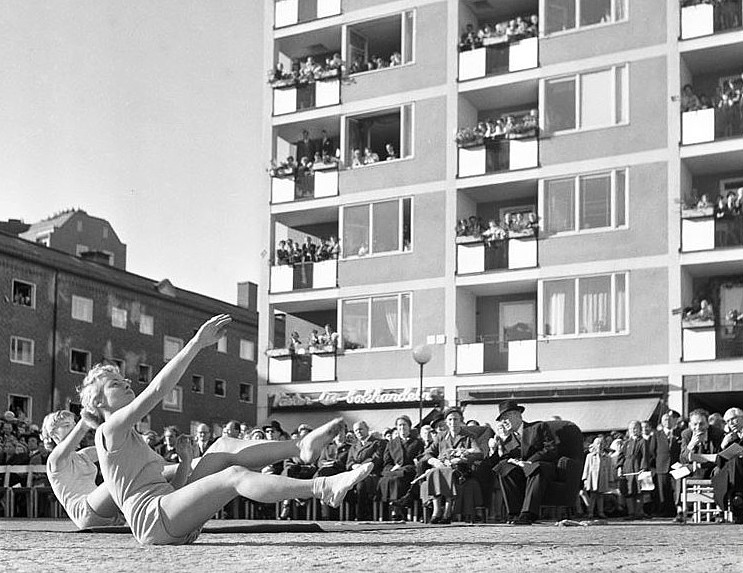
Gymnastikuppvisning av Sofiaflickorna på Västertorpsplan inför kung Gustaf VI Adolf vid invigningen av centrumanläggningen 1955.

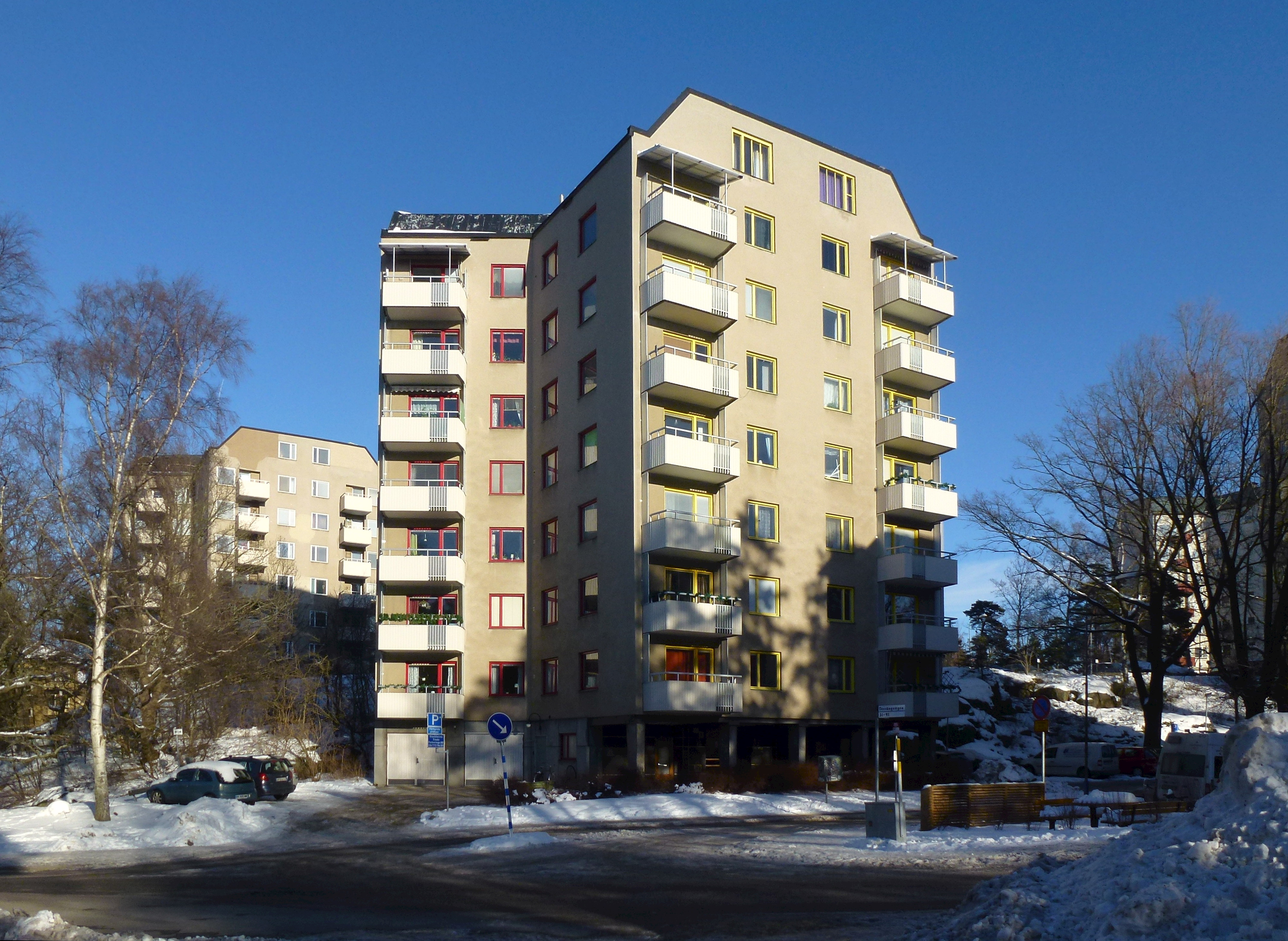
Stjärnhusen i Snöflingebacken ritades av Ancker-Gate-Lindegren.

Innan stadsplanen fick sin slutgiltiga form framlades en lång rad skisser och utredningar. De första utfördes 1944 av arkitekt Thure Bergentz. Hans idéer präglades av trädgårdsstadens ideal och ansågs vid den tiden föråldrade. Den nu gällande stadsplanen upprättades av stadsplanedirektören Sven Markelius och vann laga kraft i februari 1947. I den dominerar trevånings lamellhus och ett större antal punkthus med 6-8 våningar samt en del kedjehus. Västertorp liknar mycket den "ideala stadsdelen" som Markelius målade upp i sin generalplan från 1945 Det framtida Stockholm. Stadsdelen bildades 1 februari 1948 genom utbrytning från Västberga, Hägersten och Mälarhöjden.

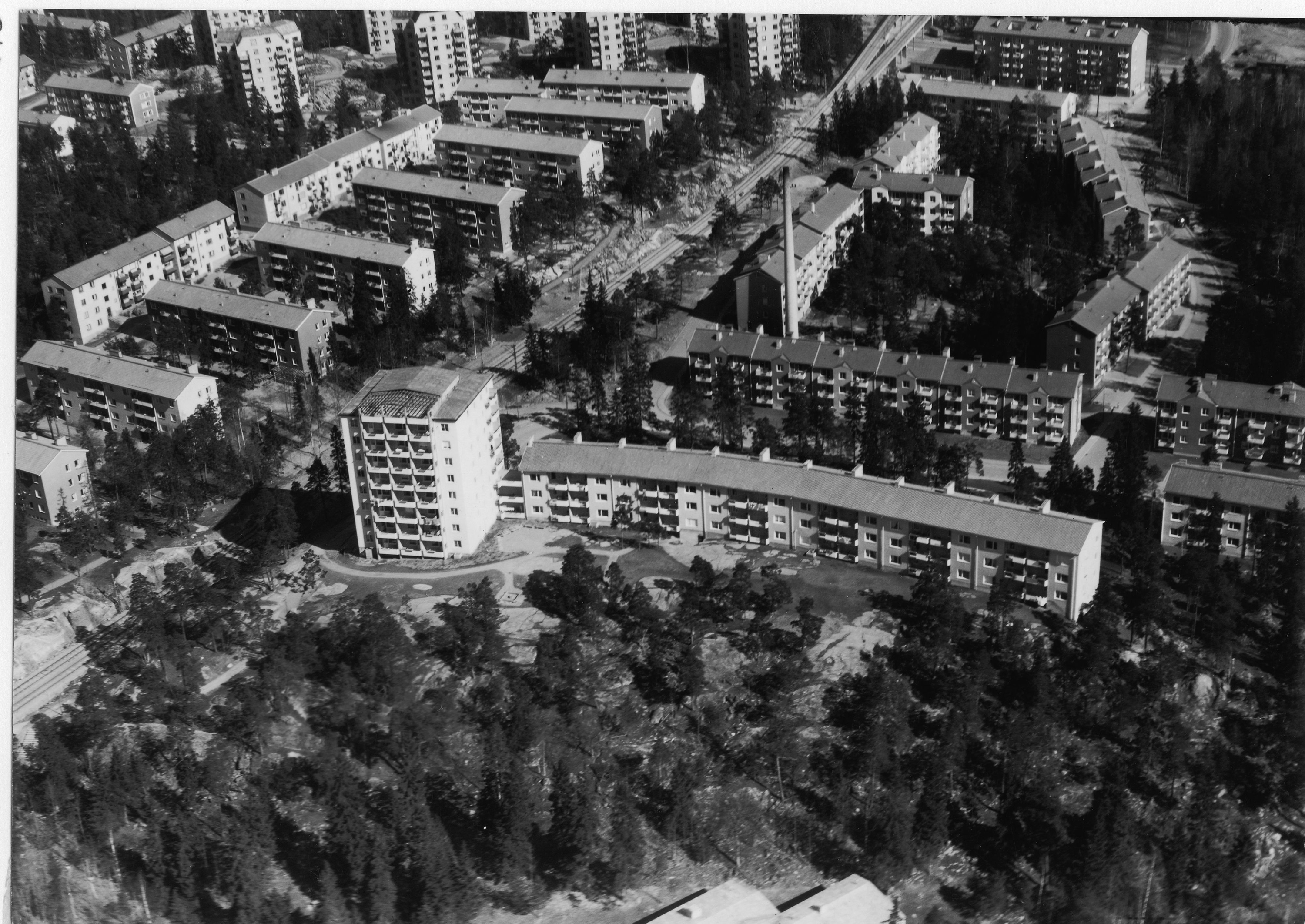
Flygfoto över Västertorp, 1950-tal. Överst i bild ses stjärnhusen i Snöflingebacken. Höghuset mitt i bild, där taket ännu inte är färdiglagt, har adress Snöskostigen 8.

Västertorp byggdes mellan åren 1949 och 1954 och gav till en början bostäder åt drygt 11 000 personer. Västertorps centrum med Västertorpsplan utformades som det sista av Stockholms förortscentra efter traditionellt mönster som innebar att butiker samt olika serviceinrättningar anordnades på båda sidor av en huvudgata, i detta fall längs med Störtloppsvägen. På Störtloppsvägen 12 inrättades även en förortsbiograf som fick namnet ”Västan” och som invigdes den 3 maj 1954 (nedlagd 1971). Bebyggelsen präglades av idéer kring grannskapsenhet och folkhemsarkitektur.
I Västertorps centrum uppfördes det 11 våningar höga centrumhuset, sjuksköterskebostäder och ålderdomshem i slutet på 1950-talet efter ritningar av arkitekt Nils Sterner. Bland andra arkitekter som ritade Västertorps bebyggelse märks Ernst Grönwall, Curt Strehlenert, Georg Varhelyi och arkitektkontoret Ancker-Gate-Lindegren. Punkthusen utformades som stjärnhus med fasader i rött murtegel eller putsade och ritades av Ancker-Gate-Lindegren. 
Västertorpsskolan som är belägen strax söder om Västertorps centrum ritades 1949 av arkitekt Stig Åkermark och invigdes 1951. I kvarteret Vasaloppet uppfördes tio bostadslängor, en fritidsgård och en panncentral med Ernst Grönwall och Georg Varhelyi som arkitekter. I områdets sydöstra del vid Bandyvägen intill Södertäljevägen, uppfördes en grupp om drygt femtio kedjehus, ritade 1950 av arkitekten Jarl Bjurström. Västertorp var den första stadsdelen i Stockholms stad som fick trafikseparering mellan gångvägar och gator. De flesta kvarter och gator fick namn som anknyter till vintersport, exempelvis Vasaloppet, Isjakten, Backhoppet och Kälkbacken (kvarter) samt Vasaloppsvägen, Hoppgränd, Slalomvägen och Bandyvägen.
Västertorps gymnasium ritades av arkitekt Curt Laudon och låg i norra Västertorp vid Hägerstensåsens tunnelbanestations södra entré. 1966–1967 tillkom även Västertorpshallen med idrottshall och bassängbad, ritad av samma arkitekt. Före detta gymnasiet övertogs på 1980-talet av bland andra Stockholms socialförvaltnings arkiv med socialregistret (1988–1996) och något senare tillkom Stadsdelskontoret för Hägerstens stadsdelsnämnd. Sedan 2007 är skolans lokaler ombyggda till lägenheter.
Genom förtätning tillkom nya bostadshus vid bland annat Skidskyttevägen. Här uppfördes mellan åren 2006 och 2008 fyra punkthus med 119 lägenheter. Byggherre var Ikano byggproduktion. Västertorps byggnader präglas över lag av genomarbetad "vardagsarkitektur" från tidigt 1950-tal. Idag är stora delar av Västertorps bebyggelse gul- respektive grönmärkta av Stockholms stadsmuseum, där grönmärkning betyder att fastigheterna "har bebyggelse som är särskilt värdefull från historisk, kulturhistorisk, miljömässig eller konstnärlig synpunkt".

### Tunnelbanestationen
Station Västertorp trafikeras av röda linjen (T-bana 14) och ligger mellan stationerna Hägerstensåsen och Fruängen. Stationen ligger mellan Störtloppsvägen och Västertorpsvägen. Avståndet från station Slussen är 7,4 kilometer. Stationen öppnades den 5 april 1964.

### Byggnader i urval

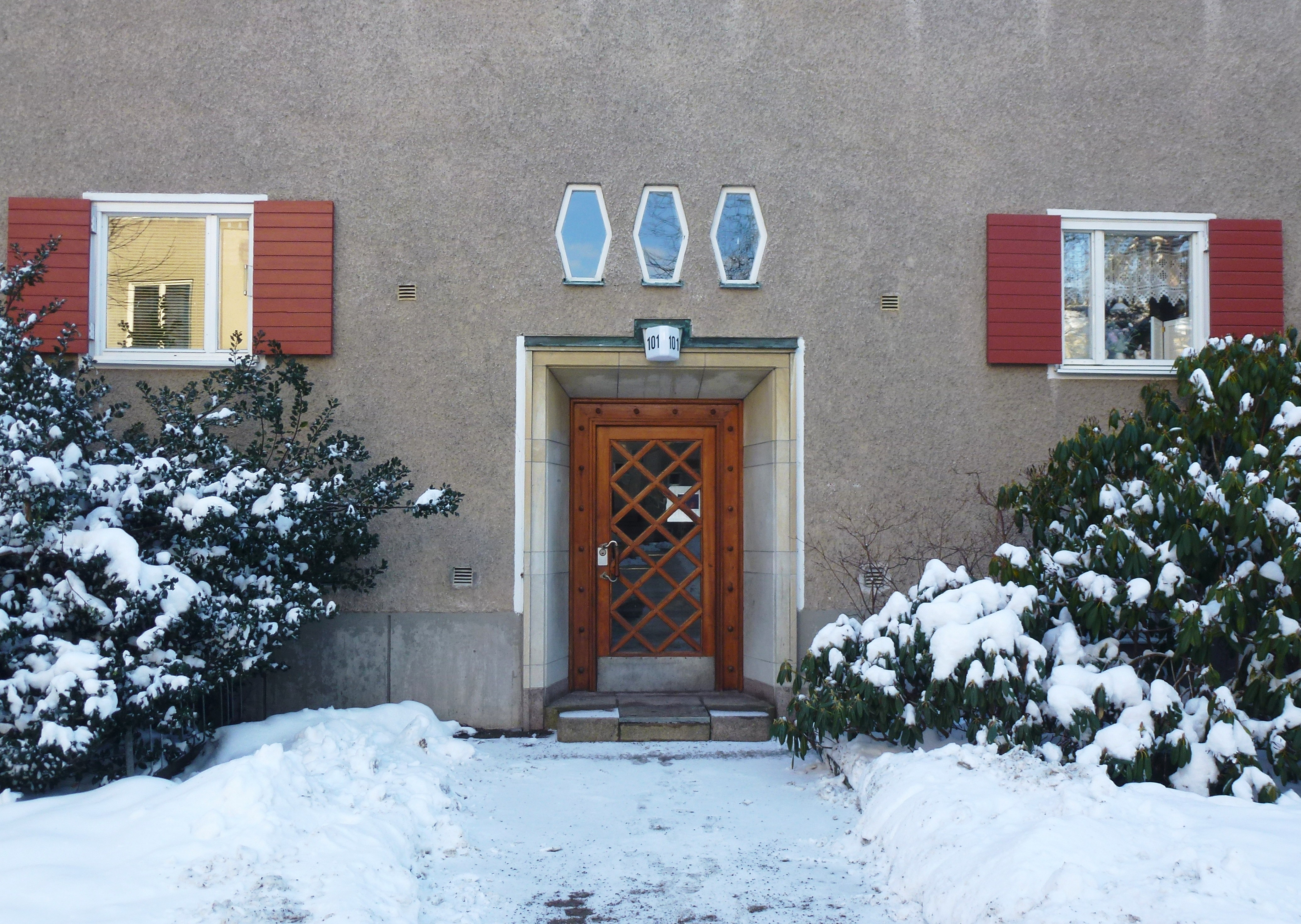
Entré Vasaloppsvägen 101.
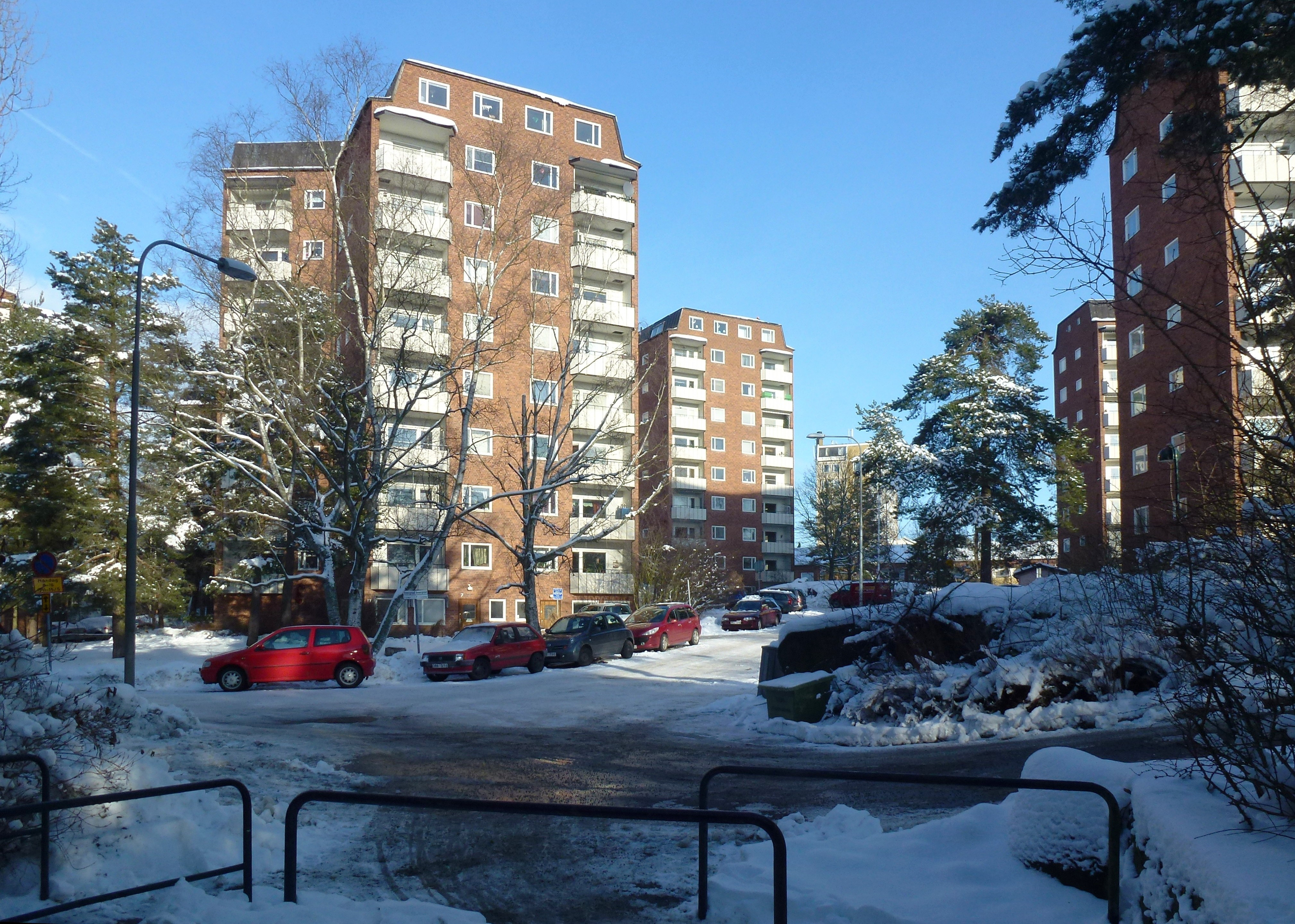
Kvarteret Vasaloppet, punkthus.
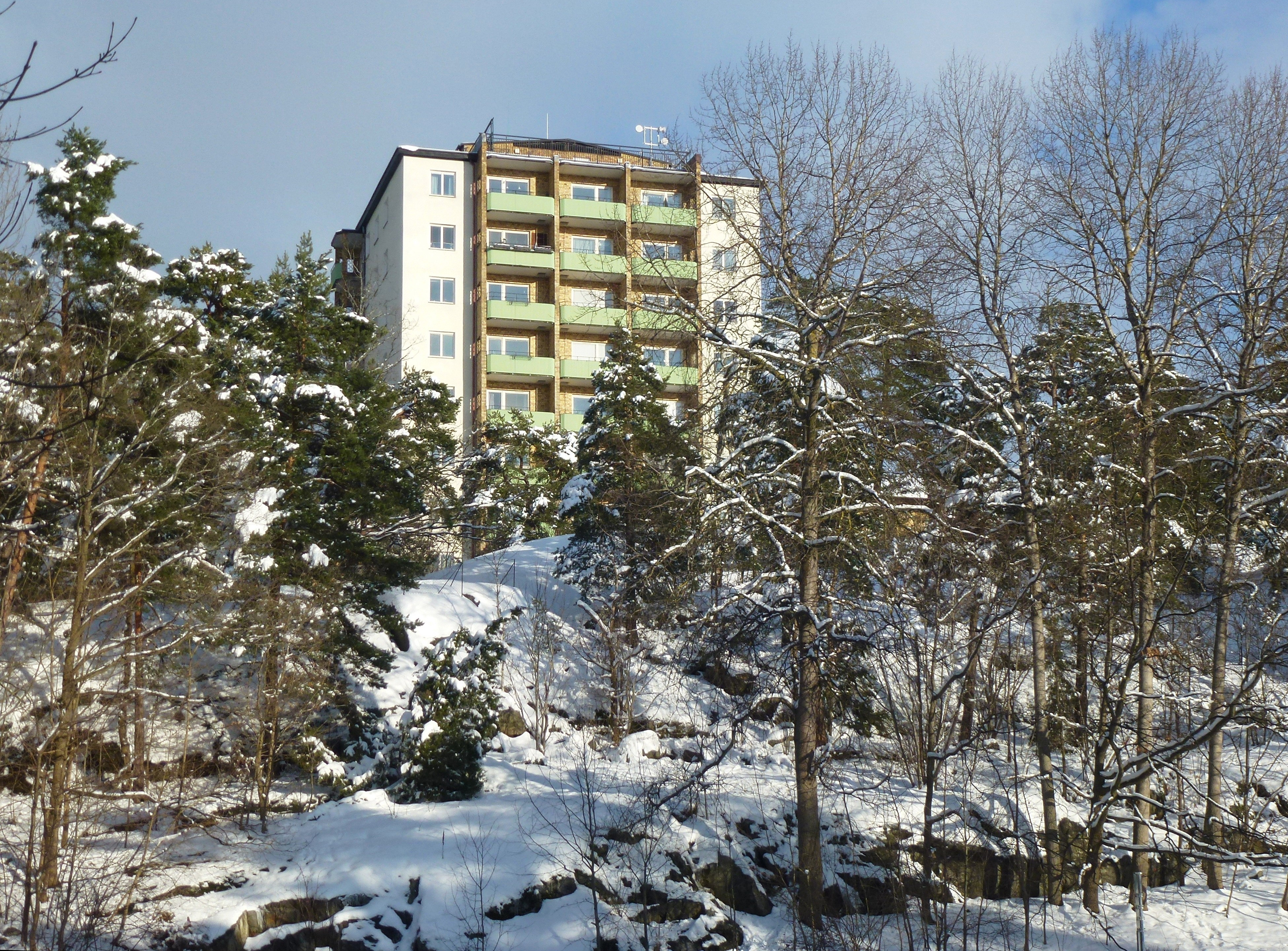
Kvarteret Ytterskär, punkthus.
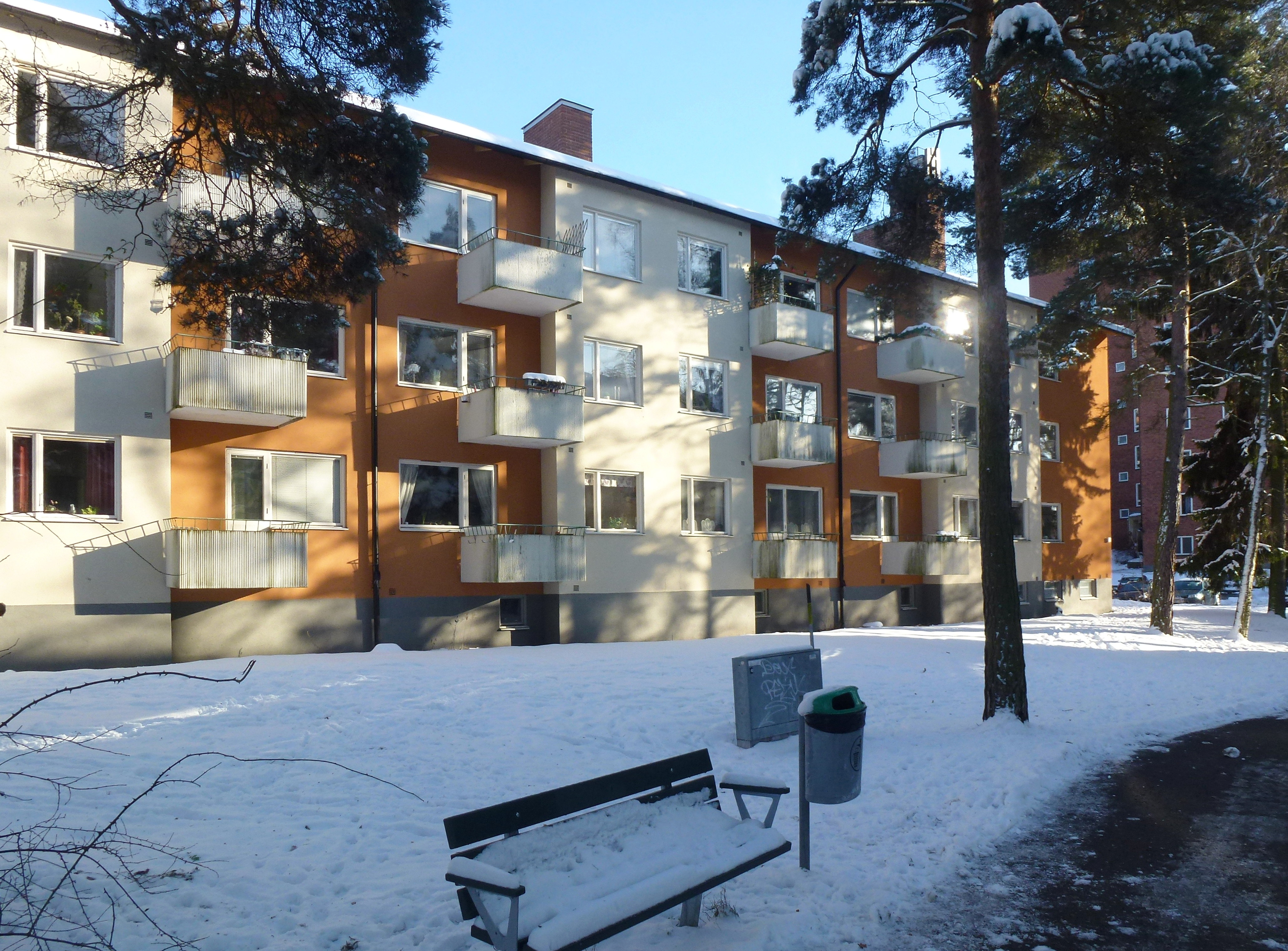
Kvarteret Vasaloppet.

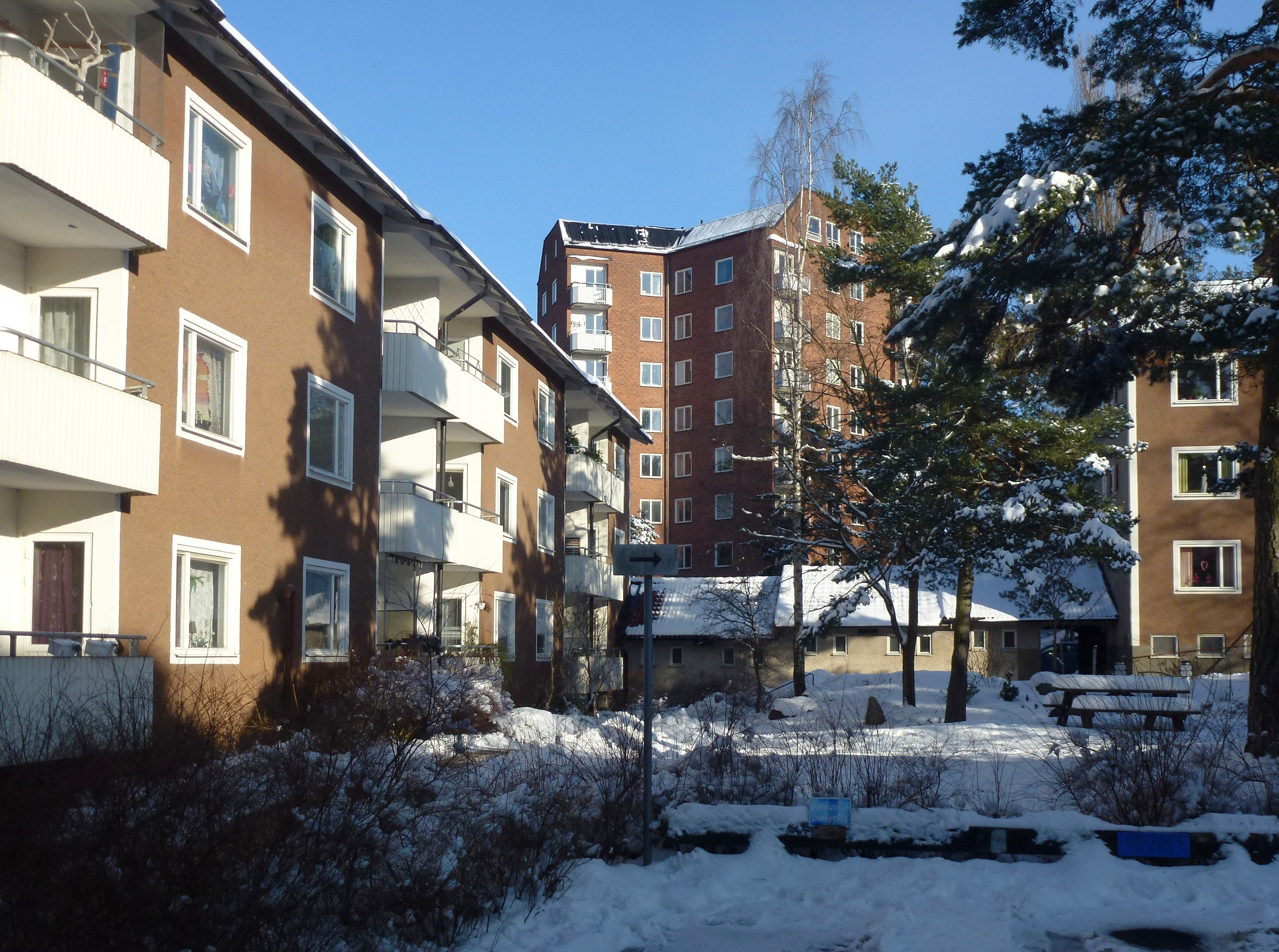
Kvarteret Vasaloppet.
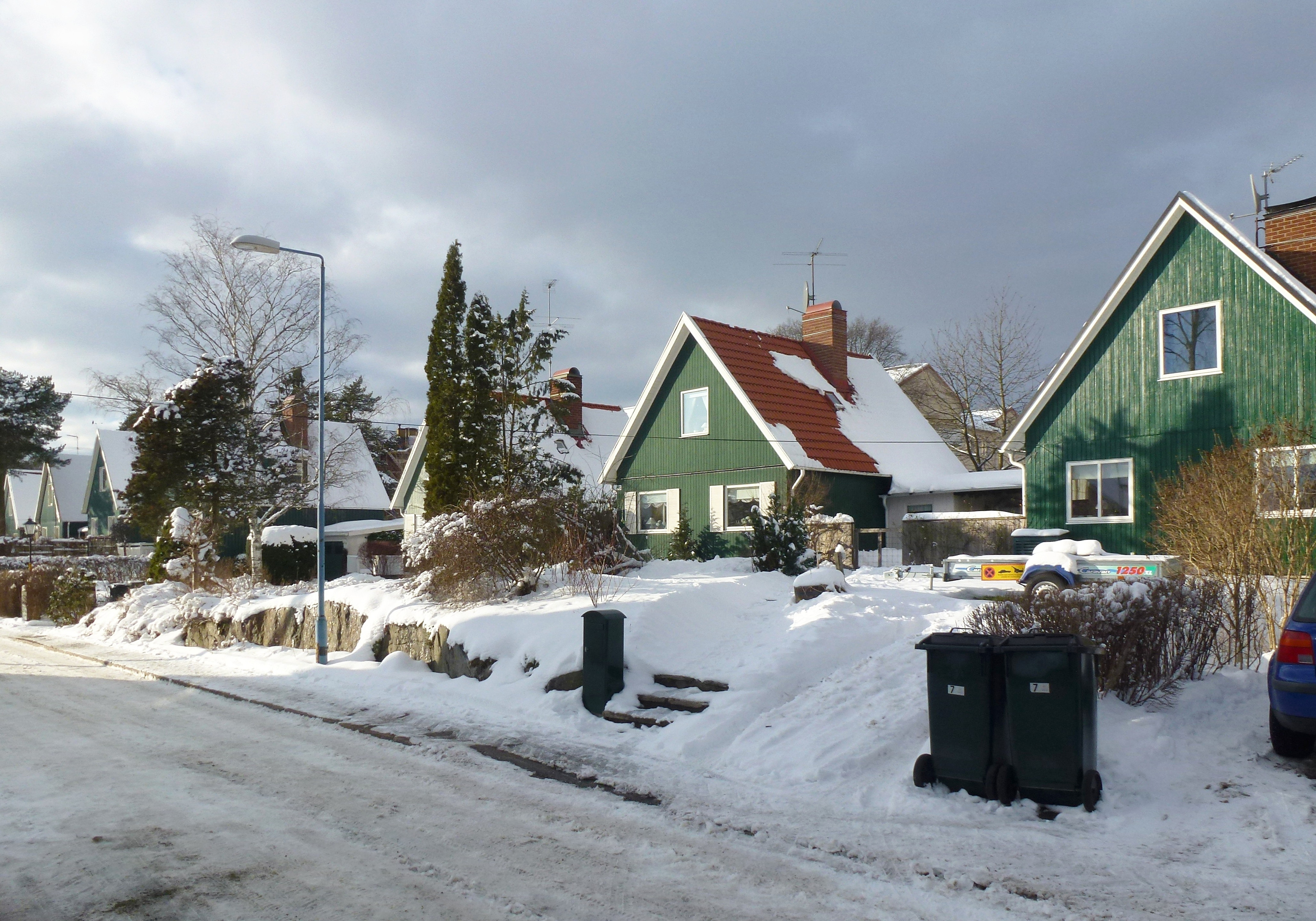
Bandyvägen, kedjehus.
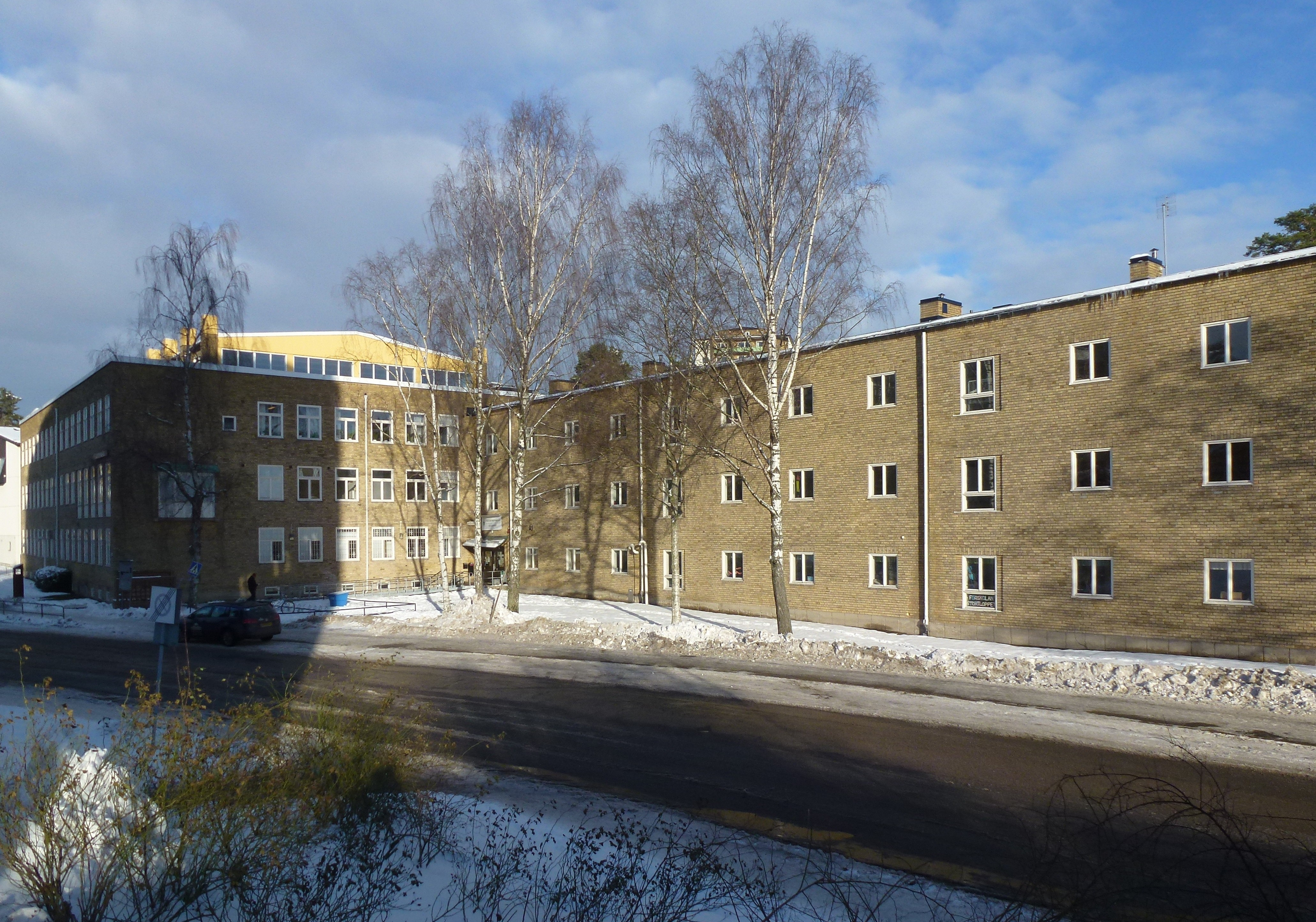
Västertorpsskolan.
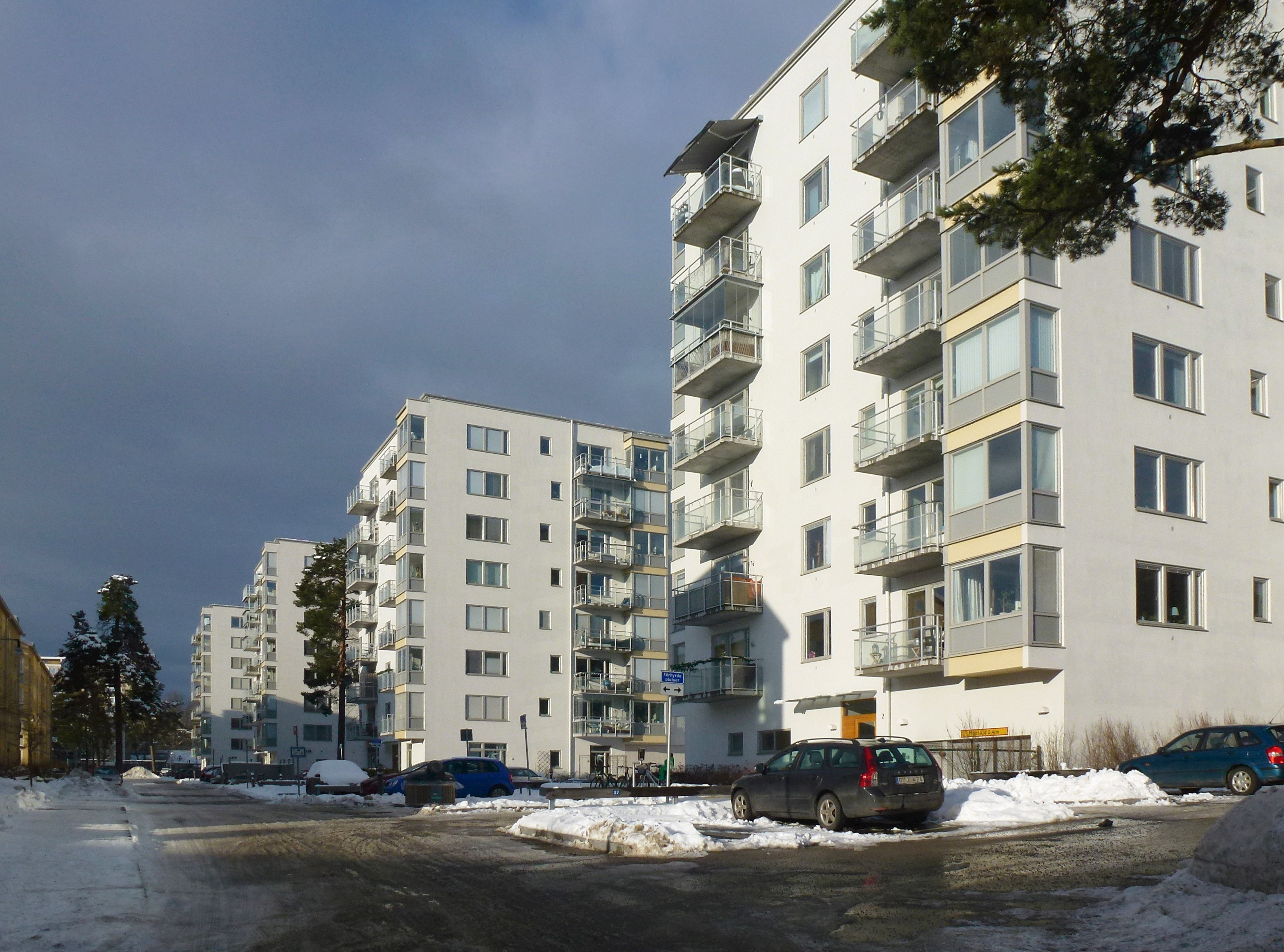
Skidskyttevägen, nya punkthus.

## Demografi
År 2017 hade stadsdelen cirka 7 600 invånare, varav cirka 28,8 procent med utländsk bakgrund.

## Skulpturpark

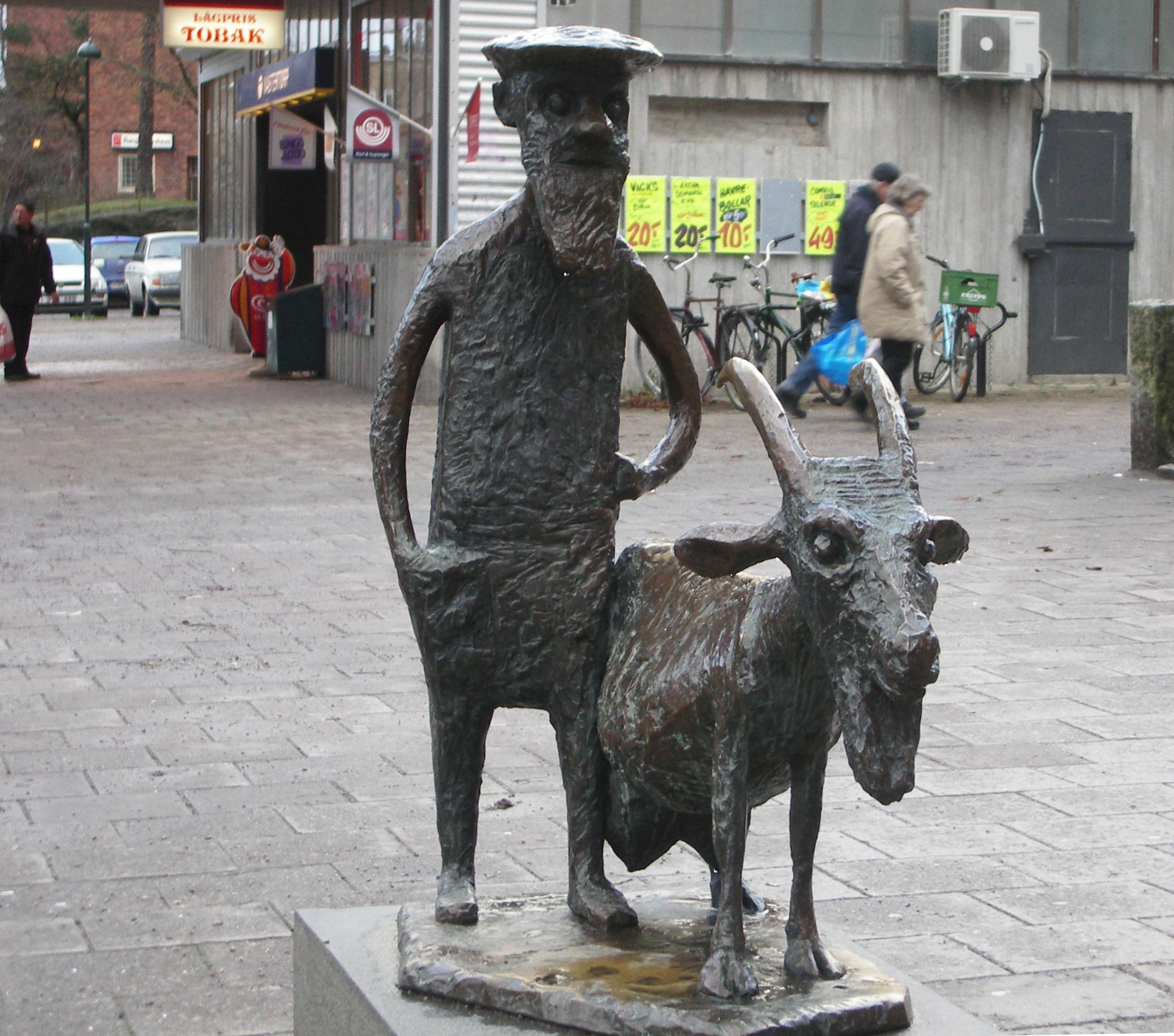
"Gubben med geten" Störtloppsvägen 13.

Västertorp har Stockholms största bestånd av skulpturer inkorporerade i stadsmiljön och blir därmed Stockholms största utomhusutställning. Initiativtagare till detta var Fritz H Eriksson, direktör för byggnadsbolaget Olsson & Rosenlund som uppförde byggnaderna i den norra delen av stadsdelen och som även ägde marken där. 
Det finns drygt 20 stycken i och omkring centrum, varav den mest kända förmodligen är "Gubben med geten" av Allan Runefelt, placerad vid början av centrum. Bland skulpturerna märks även Arne Jones "Katedral", Henry Moores "Inre - yttre former" och Endre Nemes byggnadsklocka "Zodiaken". I Västertorps skola finns också två unika konstverk: en mosaik "Vindens saga" av Otte Sköld i ljushallen och fresken "Sagan om solen och stormen" av Vera Nilsson i trapphallen. Utanför Västertorpsbadet finns skulpturgruppen Efter badet av konstnären Pye Engström (1976).

## I skönlitterära skildringar
Västertorp förekommer i flera skönlitterära skildringar. I Jens Lapidus roman Snabba cash bor Jorges syster, Paola, på Störtloppsvägen. Lapidus beskriver Västertorp som ett "arbetarklassområde" och en "idyll". Västertorp beskrivs också i flera delar av Karl Ove Knausgårds romanserie Min kamp, där Karl Ove bor hos vännerna Geir och Christina i Västertorps centrum. "Alla byggnader var fyrkantiga", skriver Knausgård, "och skilde sig åt endast storleksmässigt".